# Tivoli-Brauerei (Żagań)

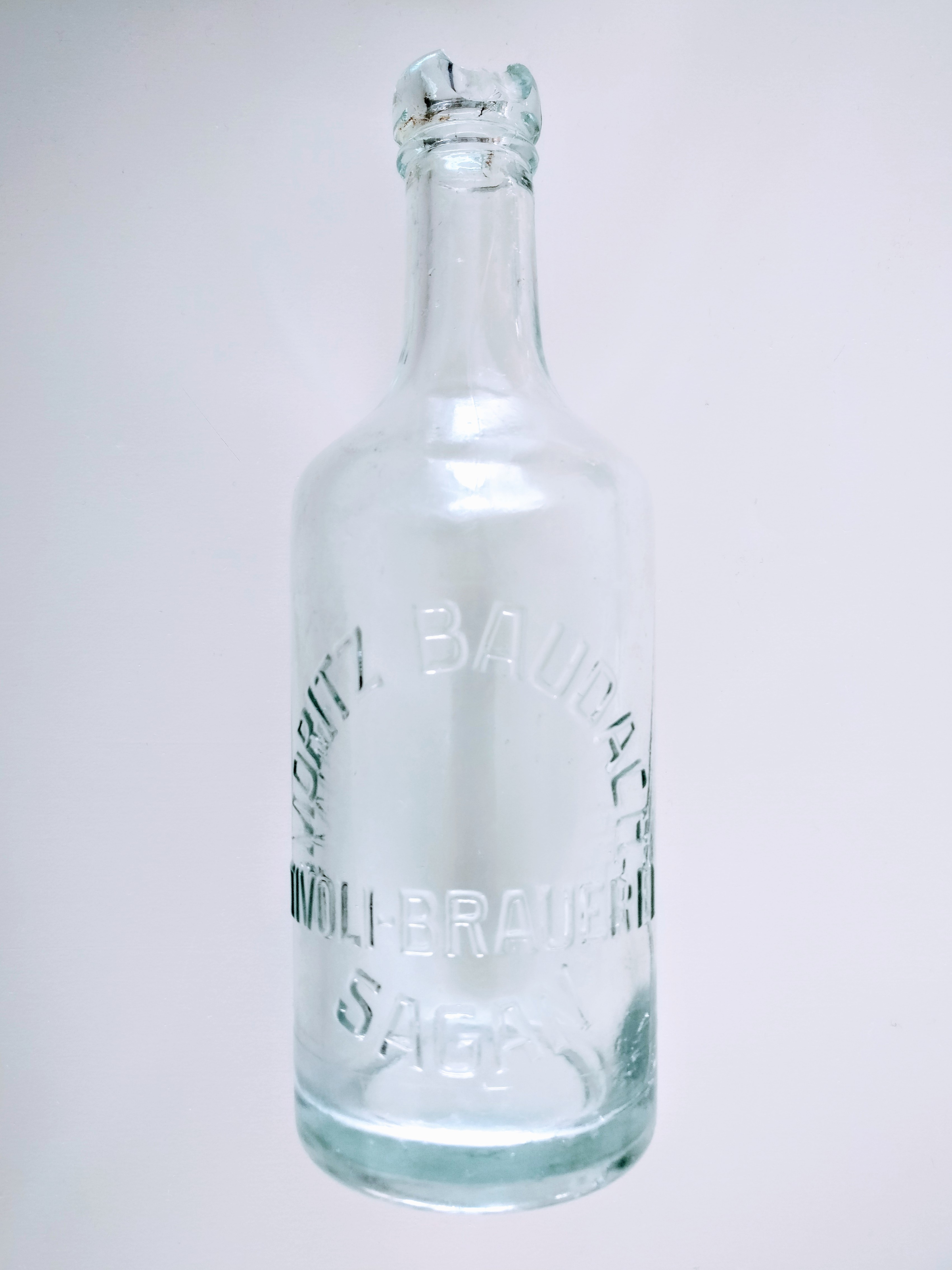
Klare Glasflasche aus der Zeit unter dem Eigentümer Ernst Moritz Baudach

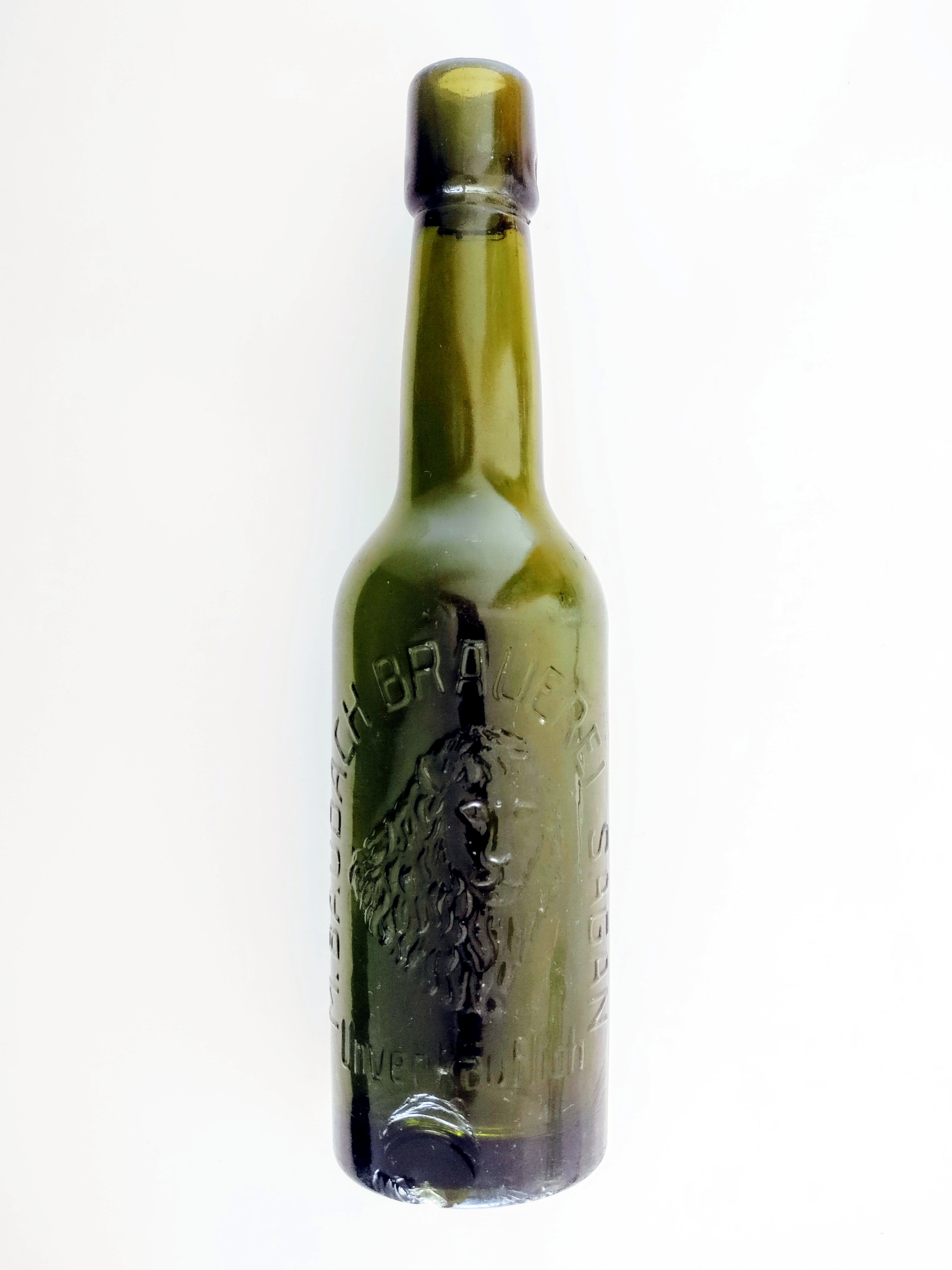
Grüne Glasflasche aus der Zeit unter dem Eigentümer Ernst Moritz Baudach

Die Tivoli-Brauerei in Sagan (heute: Żagań) wurde am 25. August 1820 von Hermann Niklaus gegründet. Bis 1945 bestehend, wurde sie mit 125 Jahren die am längsten existierende Brauerei Sagans. Mit der Brauerei Tivoli begann 1820 die Bierbrauerei auf industrieller Basis in Sagan.
Die Adresse der Brauerei lautete Baderstraße 16, wobei die Brauerei auch das Grundstück der Hausnummer 15 umfasste. Beide sind heute (Stand 2021) ein öffentlicher Parkplatz an der Straße Jana III. Sobieskiego. In der Brauerei wurden überwiegend Malz- und Lagerbier gebraut, während andere Biere zugekauft und vertrieben wurden. Parallel zur Bierproduktion umfasste die Produktion ebenso Limonaden und Sprudelwasser.

## Eigentümer
| 1820 – 1872 | Hermann Niklaus      |
| 1872 – 1892 | H. Nickel            |
| 1892 – 1893 | A. Schneider         |
| 1893 – 1895 | Robert Schulz        |
| 1895 – 1945 | Ernst Moritz Baudach |